# Casilda de Toledo
Casilda de Toledo (Toledo?, al-Andalus, segle XI), va ésser una dama islàmica, convertida al cristianisme. És venerada com a santa per l'Església catòlica.

## Biografia
El nom de Casilda consta en registres antics dels sants de les diòcesis de Toledo i Burgos; no obstant això, no consta el temps que va viure i les fonts que citen són orals, i amb detalls d'origen llegendari.

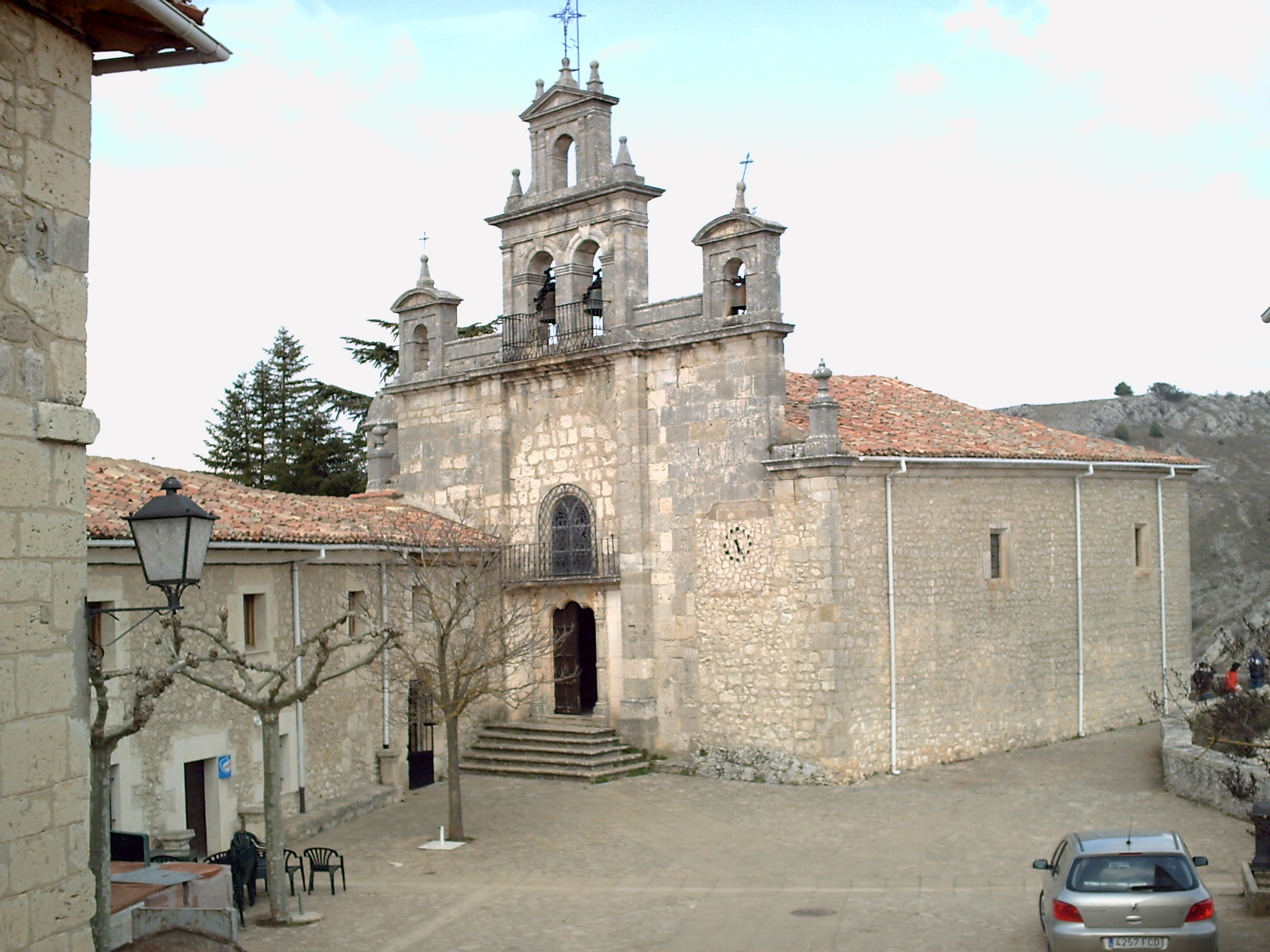
Santuari de Santa Casilda, a Salinillas de Bureba (Burgos).

Casilda era una jove musulmana, filla de l'emir de Toledo (Ismaíl al-Záfir o el seu fill al-Mamun, segons altres fonts, filla del governador de Conca Ben Cannon). La noia era coneguda per tothom per la seva generositat, especialment amb els presoners cristians, als que portava ajut i menjar. Un dia va ésser sorpresa mentre portava pa als presoners; quan li van demanar què hi portava, el pa que duia es va transformar miraculosament en roses.
La noia va emmalaltir i els metges no van saber trobar-li el remei. Alguns cristians li recomanaren anar a Briviesca (província de Burgos) on hi havia una font, anomenada de Sant Vicenç, amb aigües tingudes com a medicinals. Hi va anar i guarí, per la qual cosa Casilda va convertir-se al cristianisme: fou batejada i es retirà a fer vida eremítica a una ermita propera a la font, que en honor seu s'anomenà de Santa Casilda.
Es diu que hi va morir centenària i que fou enterrada a l'església de San Vicente, prop de Briviesca. El 21 d'agost de 1750 les relíquies es van traslladar al nou santuari, que va convertir-se en comptes de pelegrinatge.

## Obres literàries sobre l'assumpte
Diversos autors han escrit obres literàries sobre el personatge:
- Lope de Vega. El milagro de las rosas, comèdia.
- Tirso de Molina. Los lagos de San Vicente, comèdia.
- Concha Espina. Casilda de Toledo, novel·la.
- Rafael Alberti. Santa Casilda (misterio en tres actos y un epílogo), obra de teatre.
- Domiciano Sáez Estefanía, Vida de Santa Casilda y San Vicente Mártir, obra narrativa, 1959.
- Nicolás López Martínez. Santa Casilda, 1992.
- Juan Arroyo Conde. Casilda, la princesa mora, 2004.

## Notes

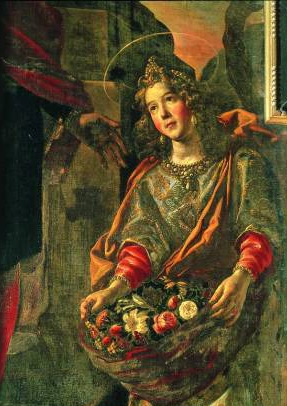
Pintura de Juan Rizi
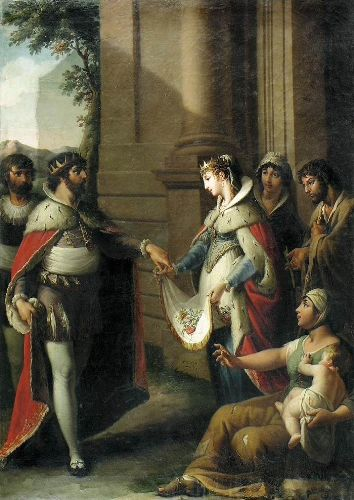
Pintura de Zacarías González, 1820
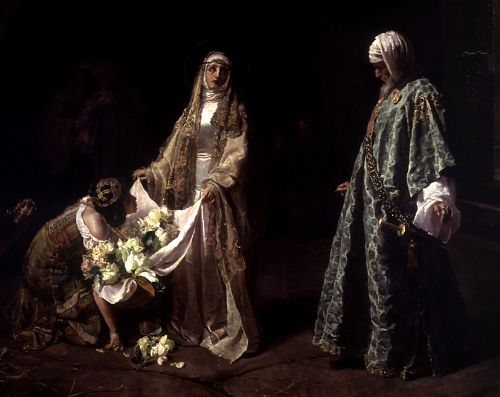
Santa Casilda, José Nogales (1892)